# Bolsa de Cereais e Mercadorias de Maringá
Die Bolsa de Cereais e Mercadorias de Maringá (BCMM) ist eine private, gemeinnützige Organisation in Maringa, Brasilien, die 1982 gegründet wurde. Sie konzentriert ihre Bemühungen auf die landesweite Vermarktung landwirtschaftlicher Produkte und Dienstleistungen durch Conab-Auktionen mit Transparenz und Sicherheit, was allen Beteiligten zugutekommt. Die Auktionen stehen allen Marktteilnehmern offen, darunter auch ländlichen Erzeugern, Genossenschaften und Unternehmen.